# Double Dubliners
Double Dubliners è un album in studio dei The Dubliners, pubblicato dalla casa discografica Columbia Records nel 1972.
Nel 1973 fu pubblicato Alive and Well (RAM Records Ireland, RMLP 5001), LP che conteneva gli stessi identici pezzi (anche se in un ordine differente dei brani).

## Tracce
Lato A
1. Free the People – 3:08 (Phil Coulter, Bill Martin)
2. Louse House in Kilkenny – 3:06 (Tradizionale; arrangiamento The Dubliners)
3. Springhill Disaster – 3:57 (Ewan MacColl, Peggy Seeger)
4. Medley – 2:25 (Tradizionale; arrangiamento The Dubliners)
5. Champion at Koeping Them Rolling – 2:41 (Tradizionale; arrangiamento The Dubliners)
6. The Sun Is Burning – 3:29 (Ian Campbell)

Durata totale: 18:46
Lato B
1. Gentleman Soldier – 2:07 (Tradizionale; arrangiamento The Dubliners)
2. The Rebel – 2:43 (Padraig Pearse)
3. Gartan Mother's Lullaby – 3:37 (Tradizionale; arrangiamento di Phil Coulter)
4. Medley – 3:47 (Tradizionale; arrangiamento The Dubliners)
5. Smith of Bristol – 2:27 (Tradizionale; arrangiamento The Dubliners)
6. The Night Visiting Song – 3:25 (Tradizionale; arrangiamento The Dubliners)

Durata totale: 18:06

## Formazione
- Ronnie Drew - voce, chitarra
- Luke Kelly - voce, banjo a 5 corde
- Barney McKenna - banjo tenore, mandolino
- Ciarán Bourke - tin whistle, armonica, chitarra, voce
- John Sheahan - fiddle, tin whistle, mandolino

Note aggiuntive
- Phil Coulter - produttore
- Registrazioni effettuate al Trend Studios di Dublino, Irlanda ed al Spot Studios di Londra, Inghilterra
- Patrick Monaghan - fotografie
- Dara O'Lochlainn Associates Dublin & London - design[1]